# Les Verts du Bénin
Les Verts du Bénin est un parti politique béninois, membre de la Fédération des Verts africains (FEVA).

## Présentation
Les Verts du Bénin faisaient partie, avec les Bâtisseurs et gestionnaires de la liberté et de la démocratie (en) et l'Union pour la démocratie et la solidarité nationale (en), de l'Alliance Étoile (en). Aux élections législatives de 2003, cette alliance a obtenu 3 sièges sur 83, son candidat Sacca Lafia avait obtenu 1,20 % aux élections présidentielles de 2001. Le président du parti est Toussaint Hinvi, selon lui le parti comptait 500 membres en 2011, et aucun député.